# اکسل پیترسن
اکسل پیترسن (دانمارکی: Axel Petersen; ۱۰ دسامبر ۱۸۸۷ – ۲۰ دسامبر ۱۹۶۸) بازیکن فوتبال اهل دانمارک بود.
وی به‌همراه تیم ملی فوتبال دانمارک به مدال نقره در بازی‌های المپیک تابستانی ۱۹۱۲ رسیده‌است.